# Point Pleasant, entre le bien et le mal
Point Pleasant, entre le bien et le mal (Point Pleasant) est une série télévisée américaine en treize épisodes de 42 minutes, créée par John J. McLaughlin et Marti Noxon et dont seulement huit épisodes ont été diffusés entre le 19 janvier et le 17 mars 2005 sur le réseau FOX.
En France, la série a été diffusée à partir du 2 septembre 2005 sur TPS Star et à partir du 29 juillet 2006 sur TF1.

## Synopsis
Lors d'une violente tempête, Christina, une adolescente de 17 ans, s'échoue sur une plage près de Point Pleasant dans le New Jersey. Secourue par Jesse Parker, la jeune fille est confiée à la famille du médecin local, et, rapidement, elle sympathise avec la fille de la famille, Judy Kramer.
Au fil des épisodes, Christina tente de découvrir qui elle est réellement et ce qui est arrivé à sa mère disparue peu de temps après sa naissance.

## Distribution
- Elisabeth Harnois (VF : Karine Foviau) : Christina Nickson
- Grant Show (VF : Thierry Ragueneau) : Lucas Boyd
- Samuel Page (VF : Damien Ferrette) : Jesse Parker
- Aubrey Dollar (VF : Solène Davan-Soulas) : Judy Kramer
- Dina Meyer (VF : Laura Blanc) : Amber Hargrove
- Cameron Richardson (VF : Armelle Gallaud) : Paula Hargrove
- Brent Weber (VF : Stéphane Pouplard) : Terry Burke
- Susan Walters (VF : Anne Deleuze) : Meg Kramer
- Richard Burgi (VF : Bernard Lanneau) : Ben Kramer
- Alex Carter : le shérif Logan Parker
- Clare Carey (VF : Françoise Cadol) : Sarah Parker
- Elizabeth Ann Bennett (VF : Isabelle Langlois) : Holly

## Épisodes
1. L'Enfant des ténèbres (Pilot)
2. La Prophétie (Human Nature)
3. Qui est ton père ? (Who’s Your Daddy?)
4. Manipulations diaboliques (The Lonely Hunter)
5. La Dernière Danse (Last Dance)
6. Soupçons et révélations (Secrets and Lies)
7. On n'échappe pas à son destin (Unraveling)
8. Eaux troubles (Swimming With Boyd)
9. La nuit de tous les frissons (Waking the Dead)
10. Une colère sans fin (Hell Hath No Fury Like a Woman Choked)
11. Le danger se rapproche (Missing alias When the Cat’s Away)
12. Le début de la fin (Mother’s Day)
13. L'ultime combat (Let the War Commence)

## Commentaires
Marti Noxon, productrice exécutive et cocréatrice de Point Pleasant est à l'origine de nombreuses références à la série Buffy contre les vampires, entre autres c'est elle qui fit venir Adam Busch (qui endosse le rôle de Warren dans les saisons 5, 6 et 7) dans la série. Tous les deux avaient travaillé ensemble sur la série de Joss Whedon auparavant, Marti Noxon était en effet une des scénaristes et productrices de Buffy.